# Закарпатський референдум 1991

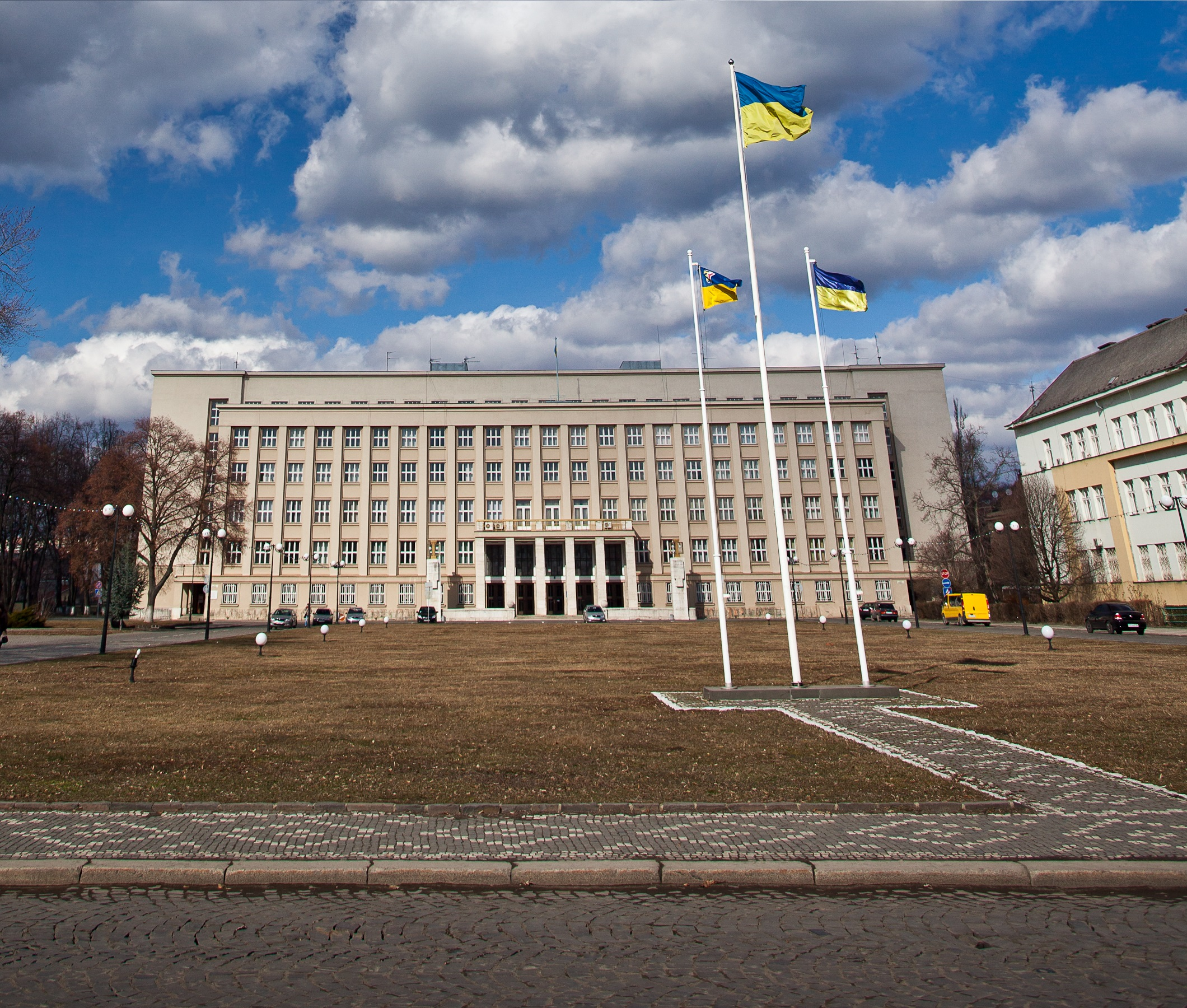
Народна площа перед Закарпатською обласною Радою народних депутатів — основне місце протистояння противників і прихильників референдуму 27 вересня — 1 жовтня 1991

Закарпатський референдум 1991 — місцевий референдум у Закарпатській області, що відбувся 1 грудня 1991 року водночас із Всеукраїнським референдумом щодо підтвердження Акту проголошення незалежності України. На референдум було винесено питання щодо самоврядного статусу Закарпаття у складі України.

## Передумови
24 серпня 1991 року був прийнятий Акт проголошення незалежності України та призначено референдум щодо його підтвердження на 1 грудня 1991. Одночасно з цим радянська номенклатура на території усієї колишньої УРСР (зокрема і на Закарпатті) перебувала в розгубленому стані. У цей час Народний Рух України провів в області ряд мітингів з вимогою заборони КПУ. Разом із тим частина населення чинила супротив політичним перемінам. Так, у Тячеві особи ромської національності на підпитку побили активістів.
В умовах посилення політичного протистояння 26 серпня 1991 року заступник голови обласної Ради народних депутатів Юрій Воробець підписав розпорядження про скликання позачергової сесії Ради, а 29 серпня голова Ради Михайло Волощук видав розпорядження про перенесення сесії на невизначений час. Цим самим розпорядженням була утворена депутатська комісія для перевірки діяльності посадових осіб під час Серпневого путчу.
Попри це, в області стали проявлятися сепаратистські настрої. 27 серпня Мукачівська міська рада та Берегівська районна рада звернулися до обласної Ради з проханням про проголошення Закарпатської області Закарпатським автономним краєм України. 1 вересня в Мукачеві Товариство карпатських русинів провело мітинг під антиукраїнськими гаслами, звинувачуючи центральну владу в насильницькій українізації русинів, а також прийнявши заяву з вимогою автономії та обласного референдуму.
27 вересня 1991 року відбулася позачергова сесія Закарпатської обласної Ради народних депутатів, яка з перервами тривала до 31 жовтня. Ще перед початком сесії на площі Народній зібрались активісти обох таборів: прихильники Народного руху та прихильники Товариства карпатських русинів. Порядок на площі забезпечував загін міліції особливого призначення, який згодом спробував відтіснити людей від входу в будівлю обласної Ради. Після настання ночі була оголошена перерва, депутати таємно покинули Раду.
1 жовтня засідання продовжилось. На ньому було підтримано заявку голови Волощука про відставку за станом здоров'я, а також прийнято рішення звернутись до Президії Верховної Ради України з проханням про призначення позачергових виборів обласної Ради. Одночасно з цим на площі перед будівлею третій день відбувалось голодування. Опісля ряду обговорень сесія була закрита.
31 жовтня несподівано продовжилася робота сесії, на якій було ухвалено рішення «Про проведення обласного референдуму»: за — 65, проти — 3, утримався 1 депутат, а не голосувало 12.

## Референдум
1 грудня 1991 року, одночасно з Всеукраїнським референдумом та виборами Президента України, відбувся і місцевий референдум, згідно результатів якого більшість проголосувавших ствердно відповіли на питання «Чи бажаєте Ви, щоб Закарпаття отримало статус самоврядної території, як суб'єкта у складі незалежної України і не входило в будь-які інші адміністративно-територіальні утворення?».
|                           | «так»  |
| Ужгородський район        | 89,7 % |
| Берегівський район        | 88,9 % |
| Свалявський район         | 86,5 % |
| Великоберезнянський район | 86,3 % |
| Мукачівський район        | 86,1 % |
| Воловецький район         | 85,2 % |
| Мукачеве                  | 84,7 % |
| Перечинський район        | 84,2 % |
| Виноградівський район     | 83,2 % |
| Ужгород                   | 82,7 % |
| Іршавський район          | 80,1 % |
| Хустський район           | 70,4 % |
| Тячівський район          | 61,8 % |
| Міжгірський район         | 59,4 % |
| Рахівський район          | 54,1 % |
| Загалом:                  | 78 %   |

## Подальший розвиток подій
У 2014 році, згідно з заявами деяких засобів масової інформації, на фоні хвилі сепаратизму на сході України, рух за автономію Закарпаття повторно активізувався. Так, за інформацію українських правоохоронних органів, два радикальних угрупування (Кротон та Карпатороси) планують провести ще один референдум щодо незалежності Закарпаття. 14 квітня Петро Гецко, один із лідерів русинів, заявив про визнання т. зв. «Мережевим урядом Підкарпатської Русі» самопроголошених Луганської та Донецької народної республіки.
5 квітня 2016 року Закарпатська обласна рада на третій сесії VII скликання ухвалила рішення № 259 «Про Звернення Закарпатської обласної ради щодо внесення змін до Конституції України та законів України з метою надання широких адміністративних і фінансових повноважень органам місцевого самоврядування»
12 квітня 2016 року Геннадій Москаль направив позов до Окружного адміністративного суду з проханням визнати результат референдуму 1 грудня 1991 року, в якому йшлося про надання Закарпатській області статусу спеціальної самоврядної одиниці в складі України, таким, що не має юридичної сили. І скасувати відповідні рішення Закарпатської обласної ради. Позов пов'язаний із суспільним резонансом, який виник довкола звернення Закарпатської облради від 5 квітня цього року до вищого керівництва України з проханням надати більше повноважень на місця в рамках Конституційної реформи з децентралізації.- Сам референдум 1991 року в частині надання області особливого статусу був незаконним, — заявляє Г.Москаль. — Він прямо суперечив тодішньому Закону України «Про всеукраїнський та місцеві референдуми», ст. 4 якого гласить: «Предметом місцевого референдуму може бути прийняття, зміна або скасування рішень з питань, віднесених законодавством України до відання місцевого самоврядування відповідних адміністративно-територіальних одиниць, а також прийняття рішень, які визначають зміст постанов місцевих Рад народних депутатів та їх виконавчих і розпорядчих органів». Питання про внесення змін у Конституцію може розглядатися конституційною більшістю Верховної Ради, тому результати закарпатського референдуму не мали й не мають жодної юридичної сили, усе, на що вони здатні, — це спричинювати різні політичні спекуляції, як це трапилося й цього разу.